# الخط الزمني لأزمة البحر الأحمر (أبريل 2024)
1. دمج إلى الخط الزمني لأزمة البحر الأحمر (يناير 2024 - مايو 2024)

تسرد هذه المقالة الخط الزمني خلال شهر أبريل 2024 لأزمة البحر الأحمر أو تدخل حركة أنصار الله في الحرب الإسرائيلية الفلسطينية أو هجمات اليمن على إسرائيل وأطلق عليها المجلس السياسي الأعلى في اليمن اسم معركة الفتح الموعود والجهاد المقدس، هي هجمات شنتها القوات المسلحة اليمنية الموالية لأنصار الله الحوثيين على إسرائيل خلال الحرب الفلسطينية الإسرائيلية بهدف الضغط على إسرائيل لوقف عدوانها على قطاع غزة الذي قتل فيه أكثر من 30 ألف فلسطيني معظمهم من النساء والأطفال، واشتملت الهجمات على عمليات قصف لجنوب إسرائيل باستخدام الصواريخ الباليستية والجوالة والطائرات المسيرة، وأعلنت منع مرور السفن الإسرائيلية والتابعة لاسرائيلين من العبور من مضيق باب المندب والبحر الأحمر والبحر العربي وخليج عدن، وشنَّت هجمات على السفن الإسرائيلية باستخدام المسيرات البحرية والصواريخ البحرية واحتجزت سفينة واحدة على الأقل، وفي 9 ديسمبر أعلنت منع مرور جميع السفن من جميع الجنسيات المتوجهة من وإلى الموانئ الإسرائيلية إذا لم تدخل احتياجات قطاع غزة من الدواء والغذاء، وشنَّت الولايات المتحدة الأمريكية والمملكة المتحدة سلسلة هجمات على مناطق سيطرة حركة أنصار الله في اليمن؛ رداً على استهداف السفن في البحر الأحمر وخليج عدن وعلى إثر الهجمات الأمريكية والبريطانية على اليمن أعلن قائد حركة أنصار الله عبد الملك الحوثي توسيع دائرة الاستهداف لتشمل السفن الأمريكية والبريطانية،

## الأحداث

#### 1 أبريل
أعلنت القيادة المركزية الأمريكية استهداف طائرة مسيرة في البحر الأحمر أطلقت من مناطق سيطرة حركة أنصار الله الحوثيون، وأشارت إلى أن استهداف طائرة مسيرة في مناطق سيطرة أنصار الله في اليمن. وغارة جوية أمريكية وبريطانية على منطقة الطائف في مديرية الدريهمي بمحافظة الحديدة. بينماأعلنت هيئة عمليات التجارة البحرية البريطانية عن وقوع حادث بحري لسفينة على بعد 150 ميلًا بحريًا شمال غرب مدينة الحديدة اليمنية، وأشارت إلى أن السفينة تلقت نداء من جهة عرفت نفسها باسم البحرية اليمنية طالب السفينة بتشغيل أجهزة التعريف الآلي، وأكدت أن طاقم السفينة سمع بعد النداء أصواتا تشبه الطلقات النارية.

#### 2 أبريل
أعلنت القيادة المركزية الأمريكية تدمير زورق مسير تابع للقوات المسلحة اليمنية الموالية لحركة أنصار الله الحوثيون في مناطق سيطرة الحركة وأشارت إلى أن الزورق شكل تهديدا للقوات الأمريكية وقوات التحالف (حارس الازدهار، عملية أسبيدس) والسفن التجارية في المنطقة.

#### 4 أبريل
أعلنت القيادة المركزية الأمريكية اشتباك قواتها وإسقاط صاروخ باليستي مضاد للسفن وطائرتين مسيرتين أطلقت من مناطق سيطرة حركة أنصار الله في اليمن بتجاه المدمرة الأمريكية في البحر الأحمر يو إس إس جرافلي. واشارت إلى أن قواتها دمرت نظام دفاع جوي صاروخي متنقل في مناطق سيطرة حركة أنصار الله الحوثيون في اليمن. والدنمارك تسحب فرقاطة تابعة لها مشاركة في تحالف حارس الازدهار من البحر الأحمر بعد تعرض أنظمة الأسلحة فيها لخلل إثر إصابة المدمرة في هجوم لطائرات مسيرة أطلقتها القوات المسلحة اليمنية الموالية لحركة أنصار الله في 9 مارس 2024.

#### 5 أبريل
أعلنت القيادة المركزية الأمريكية تدمير صاروخ مضاد للسفن في مناطق سيطرة حركة أنصار الله الحوثيون في اليمن، وأشارت إلى أن الصاروخ شكل تهديدا للسفن الحربية الأمريكية وسفن التحالف (حارس الازدهار، أسبيدس) والسفن التجارية.

#### 6 أبريل
أعلنت عملية أسبيدس أن فرقاطة ألمانية تصدت لهجوم في البحر الأحمر انطلق من مناطق سيطرة حركة أنصار الله في اليمن. وأعلنت شركة الأمن البحري البريطانية أمبري تعرض سفينة كانت تبحر على بعد 61 ميلًا بحرب جنوب غرب مدينة الحديدة اليمنية لهجوم بينما أعلنت هيئة عمليات التجارة البحرية البريطانية عن إطلاق صاروخيين من مناطق سيطرة حركة أنصار الله في اليمن بتجاه البحر الأحمر، وأشارت إلى أن قوات التحالف (حارس الازدهار، أسبيدس) تمكنت من إسقاط صاروخ واحد وان الصاروخ الثاني سقط بالقرب من سفينة كانت تبحر في البحر الأحمر جنوب غرب مدينة الحديدة.

#### 7 أبريل
أعلنت القيادة المركزية الأمريكية استهداف قواتها لمنظومة دفاع جوي في مناطق سيطرة حركة أنصار الله الحوثيون في اليمن، وأشارت إلى أن قواتها أسقطت طائرة مسيرة في البحر الأحمر أطلقت من مناطق سيطرة حركة أنصار الله في اليمن، وأكدت أن سفينة تابعة لقوات التحالف (حارس الازدهار، أسبيدس) رصدت ودمرت صاروخًا مضادا للسفن في البحر الأحمر. وأعلنت هيئة عمليات التجارة البحرية البريطانية سقوط صاروخ قرب سفينة كانت تبحر على بعد 57 ميلًا بحريًا جنوب غرب مدينة عدن اليمنية، بينما أعلنت شركة الأمن البحري البريطانية أمبري تعرض سفينة جانت تبحر على بعد 102 ميل بحري جنوب غرب مدينة المكلا اليمنية للهجوم. وأعلنت القوات المسلحة اليمنية الموالية لحركة أنصار الله الحوثيون استهداف سفينة هوب آيلند البريطانية خلال إبحارها في البحر الأحمر بعدد لم تحدده من الصواريخ البحرية وأكدت أن الصواريخ أصابت السفينة بشكل مباشر، واستهداف سفينة إم إس سي جريس إف الإسرائيلية خلال إبحارها في المحيط الهندي بتجاه إسرائيل باستخدام عدد من الصواريخ الباليستية والمجنحة، واستهداف سفينة أم إس سي جينا الإسرائيلية خلال إبحارها في البحر العربي باتجاه إسرائيل باستخدام عدد من الصواريخ الباليستية والمجنحة، وتنفيذ عمليتين في البحر الأحمر استهدفت فيها عددا لم تحدده من الفرقاطات الأمريكية، وأكدت أن نجاح العمليتين.

#### 8 أبريل
غارة جوية أمريكية بريطانية تستهدف منزلا في قرية منظر بمديرية الحوك في محافظة الحديدة وإصابة مدني بجروح بليغة.

#### 9 أبريل
أعلنت القيادة المركزية الأمريكية اشتباك قواتها مع نظام دفاع جوي مزود بصاروخيين مجهز للإطلاق في مناطق سيطرة حركة أنصار الله الحوثيون في اليمن وأكدت أن قواتها تمكنت من تدمير نظام الدفاع الجوي ومحطة مراقبة أرضية تابعة للقوات الموالية لحركة أنصار الله اليمنية، وأشارت إلى أن قواتها تمكنت من تدمير طائرة مسيرة في البحر الأحمر أطلقت من مناطق سيطرة حركة أنصار الله في اليمن، وقالت إن القوات الموالية لحركة أنصار الله الحوثيون أطلقت يوم 7 أبريل صاروخ باليستي مضاد للسفن بتجاه سفينة هوب آيلند في خليج عدن وأشارت إلى أن سفينة تابعة للتحالف (حارس الازدهار، أسبيدس) كانت ترافق السفينة، وأكدت أن الصاروخ كان الهجوم الخامس على السفينة هوب آيلند والسفينة الحربية المرافقة لها.

#### 10 أبريل
أعلنت القوات المسلحة اليمنية الموالية لحركة أنصار الله الحوثيون استهداف قواتها البحرية لسفينة ميرسك يورك تاون الأمريكية في خليج عدن، واستهداف سفينة حربية أمريكية في خليج عدن باستخدام عدد لم تحدده من الطائرات المسيرة، واستهداف قواتها لبحرية لسفينة إم إس سي داروين الإسرائيلية في خليج عدن وأشارت إلى استخدام الصواريخ البحرية والطائرات المسيرة في الهجوم على السفينة، واشارت إلى تنفيذ قواتها البحرية لهجوم ثان على سفينة أم إس سي جينا في خليج عدن التي هاجمتها يوم 7 أبريل في بحر العرب. وقالت القيادة المركزية الأمريكية إن المدمرة مايسون اعترضت ودمرت صاروخا باليستيا مضادا للسفن في خليج عدن وأشارت إلى أن الصاروخ كان يستهدف سفينة يورك تاون، وأشارت إلى أن المدمرة مايسون والمدمرة لابون كانتا ترافقان السفينة. وأعلن عن 3 غارات أمريكية وبريطانية استهدفت مطار الحديدة الدولي بمدينة الحديدة، و4 غارات استهدفت منطقة الجبانة بمحافظة الحديدة.

#### 11 أبريل
قالت القيادة المركزية الأمريكية في بيان صادر عنها إن قواتها استهدفت ودمرت 11 طائرة مسيرة في البحر الأحمر وخليج عدن انطلقت من مناطق سيطرة حركة أنصار الله الحوثيون في اليمن.

#### 12 أبريل
أعلنت القيادة المركزية الأمريكية اعتراض وتدمير قواتها لصاروخ باليستي مضاد للسفن أطلق من مناطق سيطرة حركة أنصار الله الحوثيون في اليمن. وانسحاب الفرقاطة الفرنسية فريم الألزاس من البحر الأحمر بسبب نفاذ الصواريخ والذخائر المستخدمة في التصدي للهجمات المنطلقة من اليمن على السفن في البحر الأحمر.

#### 13 أبريل
وسائل إعلام إسرائيلية وشركة الأمن البحري البريطانية أمبري يؤكدان إطلاق طائرات مسيرة من مناطق سيطرة حركة أنصار الله الحوثيون في اليمن بتجاه إسرائيل، وقالت هيئة البث الإسرائيلية إن القوات الموالية لحركة أنصار الله الحوثيون شنت هجوما بطائرات المسيرة على مدينة إيلات ومنطقة البحر الأحمر.

#### 14 أبريل
أعلن وزير الدفاع الأمريكي لويد أوستن اعتراض القوات الأمريكية في الشرق الأوسط لعشرات الطائرات المسيرة المنطلقة من إيران واليمن والعراق وسوريا بتجاه إسرائيل، وأكد استعداد القوات الأمريكية للدفاع عن إسرائيل وحماية القوات الأمريكية وشركائها في الشرق الأوسط، وقال منسق الاتصالات في مجلس الأمن القومي في البيت الأبيض جون كيربي أن بعض الصواريخ في الهجوم الإيراني على إسرائيل أطلقت من اليمن والعراق ولبنان.

#### 15 أبريل
طائرات أمريكية وبريطانية تشنان غارتين على محافظة تعز اليمنية. والقيادة المركزية الأمريكية تعلن عن استهداف وتدمير قواتها لصاروخ باليستي على منصة إطلاقه و7 طائرات مسيرة في مناطق سيطرة حركة أنصار الله في اليمن، وأشارت إلى أنها كانت موجهة لضرب إسرائيل خلال الهجوم الإيراني على إسرائيل، وقالت أن قواتها تمكنت من تدمير واعتراض قواتها 4 طائرات مسيرة في مناطق سيطرة حركة أنصار الله في اليمن، وأشارت إلى أن القوات المسلحة اليمنية الموالية لحركة أنصار الله أطلقت صاروخا باليستيا مضادًا للسفن بتجاه خليج عدن.

#### 17 أبريل
أعلنت القيادة المركزية الأمريكية إسقاط قواتها لطائرتين مسيرتين بعد الاشتباك معهما في مناطق سيطرة حركة أنصار الله في اليمن، وأشارت إلى أن الطائرتين مثلت تهديدا وشيكا للسفن الحربية التابعة للولايات المتحدة والتحالف (حارس الازدهار، عملية أسبيدس) والسفن التجارية في المنطقة.

#### 20 أبريل
أعلنت وزارة الدفاع الألمانية سحب الفرقاطة هيسن العاملة ضمن عملية أسبيدس الأوروبية في البحر الأحمر، وأشارت إلى أن فرقاطة هامبورغ ستحل محل فرقاطة هيسن في عملية أسبيدس الأوروبية في البحر الأحمر.

#### 24 أبريل
أعلنت هيئة عمليات التجارة البحرية البريطانية عن وقوع حادث بحري قبالة ميناء جيبوتي. وأعلنت القوات المسلحة اليمنية الموالية لحركة أنصار الله استهداف سفينة ميرسك يوركتاون الأمريكية في خليج عدن بعدد لم تحدده من الصواريخ وأكدت نجاح العملية، وقالت ان سلاح الجو المسير استهدف بعدد لم تحدده من الطائرت المسيرة لسفينة إم إس سي فيراكروز الإسرائيلية في المحيط الهندي، واكدت نجاح الاستهداف، واشارت إلى استهداف سلاح الجو المسير بعدد لم تحدده من الطائرة المسيرة لمدمرة أمريكية لم تذكر اسمها في خليج عدن وأكدت نجاح الاستهداف.

#### 25 أبريل
أعلنت القيادة المركزية الأمريكية تصدي سفينة تابعة للتحالف (حارس الازدهار، عملية أسبيدس) لصاروخ باليستي مضاد للسفن أطلق من مناطق سيطرة حركة أنصار الله الحوثيون في اليمن بتجاه خليج عدن، وأشارت إلى أنها تعتقد أن الصاروخ كان يستهدف السفينة الأمريكية يوركتاون. أعلنت في بيان منفصل تدمير قواتها 4 طائرات مسيرة اثناء تحليقها في مناطق سيطرة حركة أنصار الله الحوثيون في اليمن. وأعلنت هيئة التجارة البحرية البريطانية عن وقوع حادث بحري على بعد 15 ميلًا بحريًا جنوب غرب مدينة عدن اليمنية، وأشارت إلى تلقيها بلاغ من قبطان يفيد بسماع دوي انفجار ورؤية دخان. وأعلنت وزارة الدفاع البريطانية أن سفينة دياموند أسقطت صاروخا أطلق من مناطق سيطرة حركة أنصار الله في اليمن بتجاه سفينة تجارية. وأعلنت القوات المسلحة اليمنية الموالية لحركة أنصار الله الحوثيون استهداف سفينة إم إس سي داروين الإسرائيلية في خليج عدن بعدد لم تحدده من الصواريخ وأكدت نجاح العملية، واشارت إلى استهداف عدد لم تحدده من الأهداف في منطقة إيلات جنوب إسرائيل بعدد من الصواريخ الباليستية والمجنحة.

#### 26 أبريل
أعلنت القيادة المركزية الأمريكية عن إطلاق صاروخ باليستي مضاد للسفن من مناطق سيطرة حركة أنصار الله الحوثيون في اليمن بتجاه خليج عدن، وأكدت أن قواتها تمكنت من تدمير قارب مسير وطائرة دون طيار في مناطق سيطرة الحركة في اليمن. وقالت شركة الأمن البحري البريطانية أمبري أنها تلقت بلاغا بوقوع حادث في جنوب البحر الأحمر على بعد 15 ميلًا بحريًا غرب مدينة المخا اليمنية. في حين أعلنت هيئة التجارة البحرية البريطانية تعرض سفينة خلال إبحارها جنوب البحر الأحمر على بعد 14 ميلًا بحريًا من جنوب غرب مدينة المخا لهجوم صاروخي تسبب بأضرار فيها، وأشارت إلى أن السفينة هوجمت بصاروخيين أحدهما انفجر قرب السفينة بينما الصاروخ الثاني أصاب السفينة مباشرة. وأعلنت القوات المسلحة اليمنية الموالية لحركة أنصار الله الحوثيون استهداف سفينة ستار أندروميدا البريطانية في البحر الأحمر بعدد لم تحدده من الصواريخ البحرية، وأكدت إصابة الصواريخ للسفينة بشكل مباشر. وأعلنت عن إسقاط دفاعاتها الجوية لطائرة إم كيو 9 الأمريكية في سماء محافظة صعدة اليمنية.

#### 27 أبريل
أعلنت القيادة المركزية الأمريكية إطلاق القوات الموالية لحركة أنصار الله الحوثيون من مناطق سيطرتها ثلاثة صواريخ مضادة للسفن نحو البحر الأحمر، وأشارت إلى أن الصواريخ استهدفت سفينة أم في مايشا التي ترفع علم أنتيغوا وباربودا وتديرها شركة من ليبيريا، وسفينة أم في أندروميدا التي ترفع بنما وتملكها المملكة المتحدة وتديرها شركة في سيشيل وتعرضت السفينة لأضرار طفيفة. ومسؤول دفاعي أمريكي يؤكد تحطم طائرة دون طيار تابعة للقوات الجوية الأمريكية، خلال تحليقها في اليمن وأنه يتم التحقيق في تحطمها.

#### 28 أبريل
أعلنت هيئة عمليات التجارة البحرية البريطانية وقوع حادث بحري لسفينة كانت تبحر على بعد 177 ميلًا بحريًا من قرية نشطون بمحافظة المهرة اليمنية، وأشارت إلى أن قارباً صغيراِ اقترب من السفينة.

#### 29 أبريل
أعلنت القيادة المركزية الأمريكية اشتباك قواتها مع 5 طائرات مسيرة في البحر الأحمر أطلقت من مناطق سيطرة حركة أنصار الله الحوثيون في اليمن، وأشارت إلى أن الطائرات شكلت تهديدا لسفن البحرية الأمريكية وسفن التحالف والسفن التجارية في البحر الأحمر. وأعلنت هيئة عمليات التجارة البحرية البريطانية عن وقوع حادث بحري في جنوب البحر الأحمر، وأكدت تلقيها بلاغ يفيد بحدوث انفجار بالقرب من سفينة كانت تبحر على بعد 54 ميلًا بحريًا من شمال غرب مدينة المخا اليمنية، وأشارت إلى أن التعاملات التجارية بين مشغل السفينة وإسرائيل قد تكون سبب استهداف السفينة، وأفادت بتلقيها بلاغا بتعرض السفينة لأضرار بسبب الهجوم. في حين أعلنت شركة الأمن البحري البريطانية أمبري تعرض سفينة حاويات ترفع علم مالطا لهجوم بثلاثة صواريخ قبالة سواحل الغربية لليمن. بينما أعلنت وزارة الدفاع الإيطالية نجاح سفينة حربية إيطالية بالقرب من مضيق باب المندب بإسقاط طائرة مسيرة أطلقت من اليمن، وأشارت إلى أن الطائرة المسيرة كانت تستهدف سفينة شحن أوروبية. وأعلنت القوات المسلحة اليمنية الموالية لحركة أنصار الله الحوثيون تنفيذ قواتها الصاروخية وسلاح الجو المسير عملية عسكرية استهدفت فيها السفينة سيكلاديز في البحر الأحمر، وأشارت إلى أنها استهدفت السفينة بسبب انتهاكها لقرار حظر مرور السفن المتوجهة إلى إسرائيل حيث إن السفينة توجهت يوم 21 أبريل إلى ميناء إيلات بعد أن قامت بخداع وتضليل القوات البحرية اليمنية الموالية لحركة أنصار الله بادعاء توجه السفينة إلى ميناء لايقع في إسرائيل، وتجاهل تحذيرات القوات البحرية من دخول ميناء إيلات بعد مراقبة ورصد السفينة، وأكدت على نجاح العملية وإصابة السفينة بدقة وأعلنت عن استهداف سلاح الجو المسير التابع لها، سفينة إم إس سي أوريون الإسرائيلية خلال إبحارها في المحيط الهندي، واشارت إلى استهداف مدمرتين حربيتين أمريكيتين لم تذكر اسمهما في البحر الأحمر بعدد لم تحدده من الطائرات المسيرة، وأكدت نجاح العملية.

#### 30 أبريل

عملية استهداف سفينة سيكلاديز بطائرة مسيرة من نوع شهاب في البحر الأحمر

قالت القيادة المركزية الأمريكية ان القوات المسلحة اليمنية الموالية لحركة أنصار الله الحوثيون هاجمت سفينة سيكلاديز بثلاثة صواريخ باليستية مضادة للسفن وثلاث طائرات مسيرة خلال ابحارها في البحر الأحمر، واشارت الى ان السفينة مملوكة لشركة في اليونان وترفع علم مالطا، وأضافت القيادة المركزية الأمريكية أن قواتها اشتبكت مع طائرة مسيرة أطلقت من اليمن بتجاه البحر الأحمر وأكدت نجاح قواتها في تدمير طائرة مسيرة. وغارة أمريكية بريطانية تستهدف منطقة رأس عيسى بمديرية الصليف في محافظة الحديدة. بينما وزع الإعلام الحربي اليمني مشاهد مصورة لعملية استهداف سفينة سيكلاديز بطائرة مسيرة من نوع شهاب في البحر الأحمر.

## السفن المستهدفة
|    | التاريخ  | اسم السفينة                       | علم السفينة                                 | الاستهداف                       | الموقع        | تفاصيل |
| -- | -------- | --------------------------------- | ------------------------------------------- | ------------------------------- | ------------- | --- |
| 1  | 7 أبريل  | هوب آيلند                         | جزر مارشال ملكية المملكة المتحدة            | صواريخ بحرية                    | البحر الأحمر  | - أعلنت القوات المسلحة اليمنية الموالية لحركة أنصار الله استهداف سفينة هوب آيلند البريطانية خلال إبحارها في البحر الأحمر بعدد لم تحدده من الصواريخ البحرية وأكدت أن الصواريخ أصابت السفينة بشكل مباشر. - قالت القيادة المركزية الأمريكية إن القوات المسلحة اليمنية الموالية لحركة أنصار الله أطلقت يوم 7 أبريل صاروخ باليستي مضاد للسفن بتجاه سفينة هوب آيلند في خليج عدن وأشارت إلى أن سفينة تابعة للتحالف (حارس الازدهار، أسبيدس) كانت ترافق السفينة، وأكدت أن الصاروخ كان الهجوم الخامس على السفينة هوب آيلند والسفينة الحربية المرافقة لها. |
| 2  | 7 أبريل  | إم إس سي جريس إف                  | بنما ملكية إسرائيل                          | صواريخ بحرية                    | المحيط الهندي | أعلنت القوات المسلحة اليمنية الموالية لحركة أنصار الله استهداف سفينة إم إس سي جريس إف الإسرائيلية خلال إبحارها في المحيط الهندي بتجاه إسرائيل باستخدام عدد من الصواريخ الباليستية والمجنحة. |
| 3  | 7 أبريل  | أم إس سي جينا                     | بنما ملكية إسرائيل                          | صواريخ بحرية                    | بحر العرب     | أعلنت القوات المسلحة اليمنية الموالية لحركة أنصار الله استهداف سفينة أم إس سي جينا الإسرائيلية خلال إبحارها في البحر العربي باتجاه إسرائيل باستخدام عدد من الصواريخ الباليستية والمجنحة. |
| 4  | 7 أبريل  | عدد غير محدد من المدمرات          | الولايات المتحدة                            | طائرات مسيرة                    | البحر الأحمر  | أعلنت القوات المسلحة اليمنية الموالية لحركة أنصار الله تنفيذ عمليتين في البحر الأحمر استهدفت فيها عددا لم تحدده من الفرقاطات الأمريكية، وأكدت أن نجاح العمليتين. |
| 5  | 7 أبريل  | عدد غير محدد من المدمرات          | الولايات المتحدة                            | طائرات مسيرة                    | البحر الأحمر  | أعلنت القوات المسلحة اليمنية الموالية لحركة أنصار الله تنفيذ عمليتين في البحر الأحمر استهدفت فيها عددا لم تحدده من الفرقاطات الأمريكية، وأكدت أن نجاح العمليتين. |
| 6  | 10 أبريل | ميرسك يورك تاون                   | الولايات المتحدة                            | طائرات مسيرة صواريخ مضادة للسفن | خليج عدن      | - أعلنت القوات المسلحة اليمنية الموالية لحركة أنصار الله استهداف قواتها البحرية لسفينة ميرسك يورك تاون الأمريكية في خليج عدن. - قالت القيادة المركزية الأمريكية إن المدمرة مايسون اعترضت ودمرت صاروخا باليستيا مضادا للسفن في خليج عدن وأشارت إلى أن الصاروخ كان يستهدف سفينة يورك تاون، وأشارت إلى أن المدمرة مايسون والمدمرة لابون كانتا ترافقان السفينة. |
| 7  | 10 أبريل | أم إس سي جينا                     | بنما ملكية إسرائيل                          | طائرات مسيرة صواريخ مضادة للسفن | خليج عدن      | أعلنت القوات المسلحة اليمنية الموالية لحركة أنصار الله تنفيذ قواتها البحرية لهجوم ثان على سفينة أم إس سي جينا في خليج عدن التي هاجمتها يوم 7 أبريل في بحر العرب. |
| 8  | 10 أبريل | إم إس سي داروين                   | إسرائيل                                     | طائرات مسيرة صواريخ مضادة للسفن | خليج عدن      | أعلنت القوات المسلحة اليمنية الموالية لحركة أنصار الله استهداف قواتها لبحرية لسفينة إم إس سي داروين الإسرائيلية في خليج عدن وأشارت إلى استخدام الصواريخ البحرية والطائرات المسيرة في الهجوم على السفينة. |
| 9  | 10 أبريل | سفينة حربية أمريكية لم يحدد اسمها | الولايات المتحدة                            | طائرات مسيرة                    | خليج عدن      | أعلنت القوات المسلحة اليمنية الموالية لحركة أنصار الله استهداف قواتها لسفينة حربية أمريكية في خليج عدن باستخدام عدد لم تحدده من الطائرات المسيرة. |
| 10 | 24 أبريل | ميرسك يوركتاون                    | الولايات المتحدة                            | صواريخ مضادة للسفن              | خليج عدن      | أعلنت القوات المسلحة اليمنية الموالية لحركة أنصار الله استهداف سفينة ميرسك يوركتاون الأمريكية في خليج عدن بعدد لم تحدده من الصواريخ وأكدت نجاح العملية. |
| 11 | 24 أبريل | إم إس سي فيراكروز                 | البرتغال إسرائيل                            | طائرات مسيرة                    | المحيط الهندي | أعلنت القوات المسلحة اليمنية الموالية لحركة أنصار الله استهداف سلاح الجو المسير بعدد لم تحدده من الطائرت المسيرة لسفينة إم إس سي فيراكروز الإسرائيلية في المحيط الهندي، واكدت نجاح الاستهداف. |
| 12 | 24 أبريل | مدمرة أمريكية لم يحدد اسمها       | الولايات المتحدة                            | طائرات مسيرة                    | خليج عدن      | أعلنت القوات المسلحة اليمنية الموالية لحركة أنصار الله استهداف سلاح الجو المسير بعدد لم تحدده من الطائرة المسيرة لمدمرة أمريكية لم تذكر اسمها في خليج عدن وأكدت نجاح الاستهداف. |
| 13 | 25 أبريل | إم إس سي داروين                   | ليبيريا إسرائيل                             | صواريخ مضادة للسفن              | خليج عدن      | أعلنت القوات المسلحة اليمنية الموالية لحركة أنصار الله استهداف سفينة إم إس سي داروين الإسرائيلية في خليج عدن بعدد لم تحدده من الصواريخ وأكدت نجاح العملية. |
| 14 | 26 أبريل | ستار أندروميدا                    | ترفع علم بنما ملكية المملكة المتحدة         | صواريخ مضادة للسفن              | البحر الأحمر  | - أعلنت القوات المسلحة اليمنية الموالية لحركة أنصار الله استهداف سفينة ستار أندروميدا البريطانية في البحر الأحمر بعدد لم تحدده من الصواريخ البحرية، وأكدت إصابة الصواريخ للسفينة بشكل مباشر. - أعلنت هيئة التجارة البحرية البريطانية تعرض سفينة خلال إبحارها جنوب البحر الأحمر على بعد 14 ميلا بحريا من جنوب غرب مدينة المخا لهجوم صاروخي تسبب بأضرار فيها، وأشارت إلى أن السفينة هوجمت بصاروخيين أحدهما انفجر قرب السفينة بينما الصاروخ الثاني أصاب السفينة مباشرة. - أعلنت القيادة المركزية الأمريكية إطلاق القوات المسلحة اليمنية الموالية لحركة أنصار الله من مناطق سيطرتها ثلاثة صواريخ مضادة للسفن نحو البحر الأحمر، وأشارت إلى ان سفينة أم ڤي أندروميدا التي ترفع بنما وتملكها المملكة المتحدة وتديرها شركة في سيشيل تعرضت لأضرار طفيفة. |
| 15 | 26 أبريل | أم في مايشا                       | - ترفع علم أنتيغوا وباربودا - أدارة ليبيريا | صواريخ مضادة للسفن              | البحر الأحمر  | أعلنت القيادة المركزية الأمريكية إطلاق القوات المسلحة اليمنية الموالية لحركة أنصار الله من مناطق سيطرتها ثلاثة صواريخ مضادة للسفن نحو البحر الأحمر، وأشارت إلى أن الصواريخ استهدفت سفينة أم في مايشا التي ترفع علم أنتيغوا وباربودا وتديرها شركة من ليبيريا. |
| 16 | 29 أبريل | سيكلاديز                          | مالطا ملكية اليونان                         | طائرات مسيرة صواريخ مضادة للسفن | البحر الأحمر  | - أعلنت شركة الأمن البحري البريطانية أمبري تعرض سفينة حاويات ترفع علم مالطا لهجوم بثلاثة صواريخ قبالة سواحل الغربية لليمن. - أعلنت هيئة عمليات التجارة البحرية البريطانية عن وقوع حادث بحري في جنوب البحر الأحمر، وأكدت تلقيها بلاغ يفيد بحدوث انفجار بالقرب من سفينة كانت تبحر على بعد 54 ميلا بحريا من شمال غرب مدينة المخا اليمنية، وأشارت إلى أن التعاملات التجارية بين مشغل السفينة وإسرائيل قد تكون سبب استهداف السفينة. - أعلنت القوات المسلحة اليمنية الموالية لحركة أنصار الله تنفيذ قواتها الصاروخية وسلاح الجو المسير عملية عسكرية استهدفت فيها السفينة سيكلاديز في البحر الأحمر، وأشارت إلى أنها استهدفت السفينة بسبب انتهاكها لقرار حظر مرور السفن المتوجهة إلى إسرائيل حيث إن السفينة توجهت يوم 21 أبريل إلى ميناء إيلات بعد أن قامت بخداع وتضليل القوات البحرية اليمنية الموالية لحركة أنصار الله بادعاء توجه السفينة إلى ميناء لايقع في إسرائيل، وتجاهل تحذيرات القوات البحرية من دخول ميناء إيلات بعد مراقبة ورصد السفينة، وأكدت على نجاح العملية وإصابة السفينة بدقة. - قالت القيادة المركزية الأمريكية ان القوات المسلحة اليمنية الموالية لحركة أنصار الله هاجمت سفينة سيكلاديز بثلاثة صواريخ باليستية مضادة للسفن وثلاث طائرات مسيرة خلال ابحارها في البحر الأحمر، واشارت الى ان السفينة مملوكة لشركة في اليونان وترفع علم مالطا. |
| 17 | 29 أبريل | إم إس سي أوريون                   | البرتغال ملكية إسرائيل                      | طائرات مسيرة                    | المحيط الهندي | - أعلنت القوات المسلحة اليمنية الموالية لحركة أنصار الله استهداف سلاح الجو المسير التابع لها، سفينة إم إس سي أوريون الإسرائيلية خلال إبحارها في المحيط الهندي. - سفينة مرتبطة بشركة زودياك المملوكة لرجل الأعمال الإسرائيلي إيال عوفر. |
| 18 | 29 أبريل | مدمرة أمريكية لم يحدد اسمها       | الولايات المتحدة                            | طائرات مسيرة                    | البحر الأحمر  | أعلنت القوات المسلحة اليمنية الموالية لحركة أنصار الله استهداف مدمرتين حربيتين أمريكيتين لم تذكر اسمهما في البحر الأحمر بعدد لم تحدده من الطائرات المسيرة، وأكدت نجاح العملية. |
| 19 | 29 أبريل | مدمرة أمريكية لم يحدد اسمها       | الولايات المتحدة                            | طائرات مسيرة                    | البحر الأحمر  | أعلنت القوات المسلحة اليمنية الموالية لحركة أنصار الله استهداف مدمرتين حربيتين أمريكيتين لم تذكر اسمهما في البحر الأحمر بعدد لم تحدده من الطائرات المسيرة، وأكدت نجاح العملية. |